# 툴 (밴드)
툴(Tool)은 미국 캘리포니아주 로스 앤젤레스 출신 록 밴드이다. 결성 당시의 구성원으로는 보컬리스트 메이너드 제임스 키넌, 기타리스트 아담 존스, 드러머 대니 캐리, 베이시스트 폴 디아무르였으나, 1995년에 저스틴 챈슬러가 폴 디아무르를 대신하여 밴드에 가입했다. 툴은 총 3번 그래미 상을 수상했으며, 전세계를 돌며 투어공연을 해 여러 국가에서 차트 정상을 차지했다. 툴은 2006년 메탈리카의 내한공연에 오프닝 밴드로 내한한 바 있다.

툴은 그들의 첫 번째 스튜디오 음반인 Undertow (1993)에서 헤비 메탈 사운드를 차용하였고, 2집인 Ænima (1996)를 발매하면서 얼터너티브 메탈의 부흥에 선구자적인 역할을 해냈다. 음악적 실험과 시각 예술, 개개인의 발전에 관한 메시지를 일체화시키려는 그들의 노력은, Lateralus (2001)과 10,000 Days (2006)에서도 계속해서 드러나며, 이는 평단의 호평과 세계적인 성공을 이끌어내도록 하는 매개가 되었다.

툴의 음반은 시각 예술과 복잡한 작곡의 대곡들이 합쳐져 있는 형태이다. 그래서 툴은 기존 음악의 형식을 초월한다고 평가되며 그와 동시에 프로그레시브 록, 사이키델릭 록, 아트 록의 영역에 있다고도 인식된다. 이런 툴의 음악적 성향이 현재의 음악 산업 시장과는 상반되므로 때때로 그들의 음악은 검열되기도 한다.

## 역사

### 초기 (1988~1992)
툴이 결성되기 이전, 구성원들은 로스 앤젤레스로 이주했다. 메이너드 제임스 키넌은 미시간주에서 시각 예술을 공부한 뒤 애완동물 가게 리모델링 작업에 종사하고 있었고 폴 디아무르와 아담 존스는 영화 산업에서 일하길 희망했다. 대니 케리는 캐럴 킹과 피그미 러브 서커스와 함께 음악 활동을 했으며 키넌과는 그린 젤로에서 함께 활동했던 경력이 있다.

1989년에 키넌과 존스는 서로간에 지인을 통해 만나게 되었다. 키넌이 존스의 이전 밴드 프로젝트의 녹음 작업에 참여한 이후, 존스는 키넌의 보컬에 감명을 받아 친구에게 키넌과 함께 밴드를 결성하자는 제안을 하게 되었다. 그들은 몇 번 합주를 해본 뒤 드러머와 베이시스트를 찾기 시작했다. 캐리는 키넌의 윗집에 살고 있었는데, 존스의 옛 고등학교 동창이자 일렉트릭 쉽이라는 이름의 밴드의 일원이었던 톰 모렐로가 그를 존스에게 소개해주었다. 캐리는 다른 초대받은 뮤지션들이 오지 않아 존스에게 미안함을 느낀 나머지 밴드 연습에 참여했다. 존스의 친구가 디아무르에게 캐리와 키넌을 소개시켜주면서 툴의 최초 라인업이 완성되었다. 초기에, 그들은 "lachrymology"란 가상 철학 때문에 밴드가 결성된 이야기를 지어냈다. 또 "lachrymology"는 밴드 이름을 짓는데도 영향을 주었다고 하는데 키넌은 나중에 그들의 의도를 이렇게 설명했다: "툴이라는 이름은 생각하기 나름입니다. 그게 남성의 성기일 수도 있고 렌치가 될 수도 있죠 .우리는 당신의 툴(도구) 입니다; 당신이 얻거나 원하는 것을 이루는데 우리를 기폭제로 쓰세요."

몇 번의 공연 후에 레코드 회사가 밴드에게 접근했고 3개월 후 그들은 주 엔터테인먼트와 계약을 맺었다. 1992년 3월에 주 엔터테인먼트는 밴드의 첫 음반인 Opiate를 발매했다. 발매 당시, 그들의 음악은 "거칠고 강력한" 헤비 메탈로 묘사되었고, 음반에 담긴 6곡은 그런 관점에서 씌였다. 이 EP는 싱글로 발매된 "Hush"와 "Opiate"가 담겨있다. 그들의 첫 뮤직 비디오인 "Hush"는 당시 저명했던 학부모 음악 조사 센터의 음악 검열에 대해 반대하는 그들의 시각을 담고 있다. 이 뮤직 비디오에서 그들은 알몸으로 검열을 나타내는 Parental Advisory 스티커로 생식기만 가린 채로 입에는 덕트 테이프를 붙이고 나온다. 밴드는 롤링스 밴드, 피시본, 레이지 어게인스트 더 머신과 투어를 시작했고, 1992년 9월 RIP 매거진의 재니스 가자는 소란스럽고 강한 시작이라고 호의를 보냈다.

### Undertow (1993~1995)
얼터너티브 록과 그런지가 승승장구하던 다음 해에, 그들은 첫 풀랭스 음반인 Undertow (1993)을 발매한다. Undertow는 Opiate 때 보다 더 다양한 역동성을 표현했고 더 헤비한 사운드를 원했던 전 음반에선 내지 않기로 했었던 곡들을 수록했다. 툴은 1993년 5월을 제외하고 계획했던 대로 투어를 시작했다. 툴은 할리우드의 파빌리온 가든(Garden Pavilion)에서 공연하기로 되어있었으나, 공연 시작 몇 분전에 그곳이 L. 론 허버드의 사이언톨로지교의 장소임을 알게 된다. 툴은 이 사실을 밴드의 윤리관이었던 "개개인은 어떻게 인간으로서의 발전을 저해하는 신앙 시스템을 따르지 않아야 하는가"와 충돌하는 것으로 받아들여, 메이너드 제임스 키넌은 "공연의 대부분의 시간을 관중들에게 양처럼 매애- 하고 우는 것에 할애했다."
툴은 이후 롤라파루자 축제(Lollapalooza Festival) 투어 기간 동안 여러 콘서트에서 공연했고 그들의 매니저와 축제 공동 설립자인 테드 가드너가 툴을 서브 스테이지에서 메인 스테이지로 공연할 수 있도록 했다. 툴의 고향인 L.A에서 열린 롤라파루자 축제의 마지막 공연에서 코미디언인 빌 힉스가 툴을 소개했다. 그는 밴드 구성원들과 친분을 쌓게 되었고 Undertow의 음반 해설에서 언급되면서 툴에게 영향을 미치게 된다. 그는 10,000명의 관중들에게 가만히 서서 그가 잃어버린 콘택트 렌즈를 찾아달라고 장난기있게 부탁했다. 이 공연들로부터 얻게 된 인기는 비록 월마트 등의 배포자들로부터 검열된 음반 커버로 팔리긴 했으나, 1993년 9월에 RIAA에서 'Gold'등급을 받도록 했고 1995년에는 'Platinum'지위를 얻도록 했다. Undertow의 싱글인 "Sober"는 1994년 3월에 히트곡이 되었고 스톱 모션을 활용한 뮤직비디오를 통해 툴은 빌보드로부터 "신인 아티스트의 최고의 영상 상"을 받게 된다.
새로운 싱글인 "Prison Sex"의 발매와 함께, 툴은 계속해서 검열의 대상이 되었다. 곡의 가사와 뮤직비디오는 아동 학대와 관련하여 논란을 빚게 된다. 가사는 "방금 무엇이 벌어졌는지 기억하는데 너무 오래걸렸어. 난 그 때 어렸고 순수했지. 그것이 날 아프게 한 걸 넌 알고 있지. 하지만 아직 내가 숨을 쉬고 있으니 아직 내가 살아는 있나봐... 내 손은 묶였고 고개는 숙여져있고 눈은 감겨져있고 내 목구멍은 크게 벌려져있어.(It took so long to remember just what happened. I was so young and vestal then, you know it hurt me, but I'm breathing so I guess I'm still alive ... I've got my hands bound and my head down and my eyes closed and my throat wide open. 더 나은 해석이 가능하시다면 수정 부탁드립니다)" 뮤직 비디오의 대부분은 기타리스트인 아담 존스가 만들었는데 그는 이 뮤직 비디오를 그의 주관적 시선으로 바라본 "초현실주의적 해석"이라고 말했다. 그리고 몇몇 동시대의 저널리스트들이 뮤직비디오를 긍정적으로 평가하고 가사를 "은유적이다"라고 표현한 반면, 머치뮤직의 미국 지사는 키넌에게 툴을 대표하여 공청회에 참석하라고 한다. 공청회는 그 뮤직비디오가 매우 불쾌하고 음란하다고 여겼고MTV는 이후 뮤직비디오의 방영을 중단하였다.
1995년 9월에 툴은 두 번째 스튜디오 음반 작업을 시작하였다. 그 기간에 베이시스트였던 폴 디아무르(Paul D'Amour)가 구성원들과의 충돌 없이 다른 프로젝트에 시간을 할애하기 위해서 밴드를 나가는 일이 발생하여 툴은 새로운 베이시스트를 찾아야 했다. 카이우스(Kaius)의 스콧 리더(Scott Reeder), 필터(Filter)의 프랭크 카바너(Frank Cavanaugh), 피그미 러브 서커스(Pigmy Love Circus)의 E. 셰퍼드 스티븐슨(E. Shepherd Stevenson), ZAUM의 마르코 폭스(Marco Fox) 등의 경쟁자들을 제치고 피치(Peach)의 전 투어 구성원였던 저스틴 챈슬러가 결국 폴 디아무르를 교체하게 되었다.

### Ænima 그리고 Salival (1996~2000)
1996년 9월 17일에 툴은 그들의 두 번째 풀랭스 음반인 Ænima ("ON-ima")를 발매했다. 음반은 2003년 3월 4일에 RIAA로부터 트리플 플래티넘 등급을 수여받았다. 음반 녹음 기간 도중에 베이시스트인 폴 디아무르가 탈퇴하고 그 자리를 저스틴 챈들러가 메우게 된다. 툴은 킹 크림슨의 몇 개의 음반 작업을 한 프로듀서 데이비드 보트릴의 도움을 얻었고 기타리스트 아담 존스는 캠 드 리온과 함께 Ænima의 아트워크를 제작했는데 이는 이후 그래미에서 노미네이트되게 된다.
이 음반은 2년 반 전에 고인이 된 스탠드업 코미디언 빌 힉스에게 바치는 음반이 되었다. 툴은 힉스의 흔적과 아이디어에 대하여 인지도를 높이려고 의도했는데 왜냐하면 툴은 밴드와 힉스는 "서로 간 공명하는 비슷한 개념"이라고 생각했기 때문이다. 특히, Ænima의 마지막 트랙인 "Third Eye"는 힉스의 연기영상에 의해 선행되고 타이틀 트랙인 "Ænima"의 코러스 부분 뿐만 아니라 Ænima음반 포장을 렌즈 형태로 한 것은 로스앤젤레스가 태평양에 떨어지는 내용인 힉스의 Arizona Bay의 스케치와 관련지은 것이다.
첫 싱글인 "Stinkfist"는 방송에서 제한적으로 재생되었다. 라디오 프로그래머들에 의해 많은 분량이 잘려나갔고 불쾌한 함축적 의미들 때문에 MTV에서는 "Stickfist"의 뮤직 비디오의 제목을 "Track No.1"로 바꾸고 노래의 가사에 수정이 가해졌다.검열에 대한 팬들의 불만에 대해서, MTV 120 minutes의 맷 핀필드는 뮤직 비디오를 소개하고 제목의 변화를 설명하는 도중 그의 얼굴 앞에 주먹을 흔드는 식으로 후회를 표했다.
툴은 Ænima의 발매 2주 후, 1996년 10월에 투어를 시작했다. 미국과 유럽에서 여러 공연을 한 뒤, 툴은 1997년 3월 말에 호주와 뉴질랜드로 투어를 했다. 그 해의 4월 1일은 툴에 대한 처음으로 만우절 장난들이 생긴 날이기도 하다. 툴의 팬사이트 중 하나인 The Tool Page의 관리자인 카비르 악타르는 고속도로에서 투어 버스가 사고가 난 뒤, "최소한 밴드 구성원 세 명이 위독한 상태에 놓여있다"라고 글을 썼다. 이 허위성 글은 많은 주목을 받았고 결국 라디오와 MTV에서 전달되고 만다. 악타르는 이후 "The Tool Page는 더 이상 이런 허무맹랑한 농담을 하지 않을 것이다."라고 사과문을 올렸는데 이 글은 이후의 만우절 장난으로 착각될 수도 있었다.

끝으로 미국으로 돌아오면서, 툴은 뉴욕타임즈에서 매우 긍정적인 반응을 얻으면서 헤드라이너로 97년도 롤라파루자 축제에서 공연하게 된다. 그들은 그곳에서 뉴욕타임즈로부터 긍정적인 반응을 얻었다. 
툴은 1993년에 작은 스테이지에서 무명의 밴드들과 공연을 했지만 이제는 성공을 거둔 채 롤라파루자축제로 다시 돌아왔다. 이제 툴은 축제의 가장 주목받는 밴드가 되었다. 툴은 쓰디 쓴 비난으로부터 허무주의적인 비난으로 의미가 옮겨지게 된 그들의 곡들에서 설교하는 지옥불을 위해 금기를 깨부시는 시각적 이미지를 사용한다. 그들의 음악은 그런지 장르의 논란이 되는 장엄함에 대하여 개선하게 된다.
Ænima는 결국 툴의 상업적으로 성공한 데뷔음반이 되었고 이 프로그레시브 록의 영향을 받은 음반은 그들로 하여금 얼터너티브 메탈 장르의 선구자로 만들게 된다. "Ænema"로 그래미 어워드 상을 받게 되고 케랑!(Kerrang!)과 테러라이저(Terrorizer)를 포함한 몇몇 "1996년도의 최고의 음반 리스트"에 Ænima의 이름이 올려지게 된다.
같은 해에, 툴은 작업 중인 그들의 다음 음반에 대하여 법적 충돌이 발생하게 된다. 지금은 사라진 주 엔터테인먼트(Zoo Entertainment)의 뒤를 이어 툴의 레이블인 볼케이노 엔터테인먼트(Volcano Entertainment)에서 툴의 계약 위반을 제기했고 툴에 대해 소송을 걸었다. 볼케이노 측에 의하면, 툴은 다른 레코드사들의 의뢰를 검토했다는 것에 대해 계약 위반이라고 주장했다. 툴은 볼케이노 측이 그들 간 계약에서 갱신 선택을 하지 않았다고 주장하면서 역소송을 걸었고, 재판없이 합의로 소송은 끝마쳐졌다. 1998년 12월에 툴은 새로운 계약에 서명을 했는데 그것은 3개의 레코드 사와의 합작 사업이었다. 2000년에 툴은 오랜 기간 그들의 매니저를 맡은 테드 가드너를 해고했는데 그는 이후 툴에 대해 이 수익성이 좋은 일의 수수료에 관련하여 소송을 걸었다.
이 시기 동안, 키넌은 오랜 기간 동안 툴의 기타 테크를 담당했던 빌리 하워델이 만든 '어 퍼팩트 서클'에 가입하게 된다. 존스는 더 멜빈의 버즈 오스본(Buzz Osborne)에, 캐리는 데드 캐네디스의 젤로 바이아프라(Jello Biafra)에 각각 사이드 프로젝트로 참여하게 된다. 비록 툴이 해체한다는 루머들이 나돌았지만, 챈들러, 존스 그리고 캐리는 키넌이 돌아오는 동안에 새로운 음악적 시도를 하는 것 뿐이었다. 2000년에 Salival 의 박스 세트(CD/VHS 또는 CD/DVD)가 출시되었고 이는 그간 떠돌던 루머들을 종식시키는 효과적인 역할을 했다. CD는 레드 제플린의 "No Quarter"를 커버한 새로운 트랙과 피치(Peach)의 "You Lied" 라이브 버전, 그리고 몇몇 기존 곡들을 편곡한 결과물을 포함했다. VHS와 DVD에는 각각 네 개의 뮤직 비디오를 포함하고 있었고 DVD에서는 추가로 "Hush"의 보너스 뮤직 비디오가 들어있었다. 비록 Salival음반은 많은 싱글 곡들을 내진 않았지만 히든 트랙인 "Maynard's Dick"(Opiate의 시기로 돌아간다.)를 몇몇의 라디오 DJ들이 이름을 "Maynard's Dead"로 바꿔서 FM 라디오로 재생되는 것을 간간히 찾아볼 수 있었다.

### Lateralus (2001-2005)
2001년 1월, 툴은 "Riverchrist", "Numbereft", "Encephatalis", "Musick", "Coeliacus" 등의 12곡이 수록된 새 음반인 Systema Encéphale를 발매했다. 그 시기에, 툴 구성원들은 노골적으로 모든 파일 공유 네트워크들을 비판했는데 그 이유는 그들의 커리어를 이어나가기 위해서 레코드 판매량에 의존해야하는 아티스트들에 대한 부정적인 영향이 이 네트워크들로부터 말미암아 나오기 때문이다. 2000년에 있었던 NY Rock과의 인터뷰에서 키넌은 "내 생각에 망해야 되는 사업들이 참 많은 것 같다. MP3와 같은 포맷들로부터 피해를 보는 대상은 회사나 사업체들이 아닌, 곡을 쓰는 아티스트들이다."
한 달 뒤, 밴드는 그 새로 발매된 음반 이름이 사실 Lateralus라고 밝혔고 그 전에 발매했었던 이름인 Systema Encéphale와 그 트랙 리스트들은 사실 하나의 홍보 전략이라고 밝혔다.(쉽게 말해, 그냥 다 뻥이었다 라는 소리다.)Lateralus와 그에 상응하는 투어는 툴을 아트 록과 프로그레시브 록의 경지에 좀 더 나아갈 수 있도록 할 것이다. 롤링 스톤지는 그 음반에 대해서 요약을 하려 시도했는데, "드럼과 베이스 , 그리고 기타는 과장되어 거슬리는 패턴으로 연주되며 거의 침묵에 가까운 죽음의 행진과 같다. (중략) 러닝 타임이 길게 늘여진 Lateralus의 13개의 트랙 중 대부분은 뭔가 얼버무리는 듯하다; 음반 전체가 마치 단정한 수트를 입고 구르고 발을 마구 구르는 듯하다."라고 기사를 썼다. The A.V. Club의 조슈아 클라인(Joshua Klein)은 Lateralus는―총 79분이고 상대적으로 복잡하고 긴 곡들로 구성되어 있고, 10분 반 정도의 뮤직비디오인 "Parabola"가 추가된―팬들과 음악 프로그래밍에 새로운 도전을 가했다라고 그의 의견을 표현했다.
음반은 그 데뷔한 주에 미국 빌보드 200 음반 차트에서 1등을 하며 세계적인 성공을 거둔다.툴은 2001년에 곡 "Schism"을 통해 베스트 메탈 퍼포먼스에서 그들의 두 번째 그래미 상을 수상한다. 그들의 수상 소감을 발매하는 도중에, 드러머 대니 캐리는 그의 부모님(그를 참고 양육한 것에 대해)과 사탄에게 감사하다고 말했다. 그리고 베이시스트 저스틴 챈들러는 이 말을 하면서 끝내길, "난 우리 아버지가 우리 어머니랑 한 것에 대해서 감사한다."
2001년과 2002년에 거친 연장된 투어는 Lateralus를 지원했고 밴드를 위한 개인적인 특별 공연을 포함했는데 그것은 2001년 8월에 킹 크림슨과 함께 10개의 공연 미니 투어를 다닌 것이다. 두 밴드간에 이루어진 연합에 대하여, MTV는 이 두 밴드들을 "과거와 미래의 프로그레시브 록의 제왕"이라고 묘사했다. 키넌은 이 미니투어에 대해 말하길, "나에게 킹 크림슨과 함께 무대에 선다는 것은 마치 레니 크래비츠가 레드 제플린과 함께, 또는 브리트니 스피어스가 데비 깁슨과 함께 공연하는 것과 같다."
비록 2002년 12월 투어의 끝자락에서 밴드가 또 다른 휴식기를 갖는 것 같은 신호가 보였지만, 그들은 완전히 활동을 쉬진 않는다. 키넌이 어 퍼펙트 서클과 작업하고 투어하는 도중에, 다른 밴드 구성원들은 그들의 인터뷰와 새로운 음반 작업에 대하여 발매했는데 그것들은 모두 팬 클럽에만 독점적으로 제공되었다. 2005년 4월 1일, 툴 공식 웹사이트는 "키넌이 예수를 발견했다(의역 : 키넌이 기독교로 교화했다)"라고 발매했고 키넌이 일시적으로 또는 영구적으로 새로운 툴 음반 작업을 하지 않을 것이다 라고 했다.MTV의 커트 로더(Kurt Loder)는 이메일 통해 키넌과 연결하여 그 사실에 대한 확인을 구했고 그로부터 꽤나 차분한 대답을 받았다. 로더가 다시 물었을 때, 키넌의 반응은 단순히 "헤헷" 거리는 것 뿐이었다.4월 7일 공식 웹사이트는 발매하길, "좋은 소식입니다, 만우절 장난을 좋아하시는 여러분. 작사와 작곡 과정은 이미 진행 중이랍니다."
Lateralus의 다음 작업이 진행되고 있는 도중에, Lateralus의 레코드판과 두 개의 DVD 싱글이 발매되었다. 그리고 밴드의 공식 웹사이트는 아티스트 조슈아 데이비스(Joshua Davis)로부터 새로운 인트로인 물방울이 튀기는 음원을 받았다.두 레코드판의 각각 다른 4장의 사진이 찍혀있는 디스크의 Lateralus는 팬 클럽 구성원들에게만 독점이었던 친필 사인 한정판으로 처음 발매되었고 2005년 8월 23일에 공식적으로 출시되었다. 12월 20일에 두 개의 DVD가 출시되었는데, 하나는 싱글 곡 "Schism"과 러스트모드(Lustmord)에 의해 리믹스된 "Parabola"를 포함했고 다른 하나는 데이브 요우(Dave Yow)와 젤로 바이아프라(Jello Biafra)의 코멘터리가 담겨있는 뮤직 비디오가 들어있었다.

## 음반

#### 정규 음반
- Undertow (1993)
- Ænima (1996)
- Lateralus (2001)
- 10,000 Days (2006)
- Fear Inoculum (2019)

## 그래미상 수상 경력
- 1998년 : 베스트 메탈 퍼포먼스 - "Ænema" 수상
- 1998년 : 베스트 레코딩 패키지 - Ænima 노미네이티드
- 1998년 : 베스트 뮤직 비디오, 쇼트 폼 - "Stinkfist" 노미네이티드
- 2002년 : 베스트 메탈 퍼포먼스 - "Schism" 수상
- 2007년 : 베스트 레코딩 패키지 - 10,000 Days 수상
- 2007년 : 베스트 하드록 퍼포먼스 - "Vicarious" 노미네이티드
- 2008년 : 베스트 하드록 퍼포먼스 - "The Pot" 노미네이티드